# Маврін Олександр Олександрович
Маврін Олександр Олександрович (нар. 10 січня 1963, Керч) — український історик, джерелознавець, археограф, доктор історичних наук, заступник директора з наукової роботи Інституту української археографії та джерелознавства ім. М. С. Грушевського НАН України.

## Біографія
Олександр Олександрович Маврін народився 10 січня 1963 року в місті Керч, Кримська область УРСР.
Середню освіту здобув у середній школі № 3 міста Керч (1971—1981 рр.). Після закінчення школи з вересня 1981 р. до вересня 1982 р. працював робітником відділу розкопок та реставрації керченського історико-археологічного музею (м. Керч). У 1982—1987 рр. навчався на історичному факультеті Сімферопольського державного університету за спеціальністю: історія, викладання історії і суспільствознавства (диплом «З відзнакою»). У 1987—1988 рр. служив в армії. Після служби працював учителем історії середньої школи № 23 м. Керч. З вересня 1990 по листопад 1991 року працював викладачем суспільних наук Сімферопольського музичного училища (м. Сімферополь).
У листопаді 1991 р. вступив, а у листопаді 1994 р закінчив навчання в аспірантурі денної форми Інституту української археографії та джерелознавства ім. М. С. Грушевського НАН України. Кандидатську дисертацію захистив 29 грудня 1994 р. в Інституті української археографії та джерелознавства ім. М. С. Грушевського НАН України. Тема дисертації: «Англомовна історіографія про розвиток політичної думки в Україні у середині — другій половині ХІХ століття» за спеціальністю «Всесвітня історія».
В період з листопада 1994 р. до вересня 1996 р. працював на посаді помічника директора з науково-організаційної роботи Інституту української археографії та джерелознавства ім. М. С. Грушевського НАН України. З 1996 р. по 1999 р. — на посаді ученого секретаря Інституту. З вересня 1999 р. до травня 2000 р. — докторант Інституту. Був відрахований з докторантури у зв'язку з виробничою потребою з правом поновлення. У травні 2000 р. був призначений на посаду заступника директора з наукової роботи Інституту української археографії та джерелознавства ім. М. С. Грушевського НАН України.
У 2012 р. присвоєно вчене звання старшого наукового співробітника зі спеціальності «Всесвітня історія».
29 березня 2019 р. захистив докторську дисертацію в Інституті історії України НАН України. Тема дисертаційного дослідження: «Становлення та особливості розвитку теорії і методики археографії в УРСР (1940-ві — 1980-ті роки)». Спеціальність: «Історіографія, джерелознавство та спеціальні історичні дисципліни».

## Відзнаки
- 2009 — Грамота Верховної Ради України за заслуги перед українським народом.[джерело не вказане 1552 дні]
- 2019 — Пам'ятна відзнака на честь 100-річчя Національної академії наук України (За досягнення у реалізації соціальної і економічної політики держави, розроблення новітніх наукових рішень і ефективних технологій та їх впровадження у економіку та соціальну сферу держави, підготовку і виховання наукових кадрів, зміцнення міжнародного авторитету вітчизняної науки та самовіддану сумлінну працю)[джерело не вказане 1552 дні].

## Основні праці
- Неочікувані здобутки втраченого часу: теорія і методика археографії в УРСР (40-ві — 80-ті роки ХХ ст.): (Монографія) — К., 2018. — 352 с.
- Становлення та особливості розвитку теорії і методики археографії в УРСР (1940-ві — 1980-ті роки). Автореферат дисертації на здобуття наукового ступеня доктора історичних наук за спеціальністю 07.00.06 — історіографія, джерелознавство та спеціальні історичні дисципліни. К., 2019. — 40 с.

Статті
- Спогади Арнольда Марголіна про роботу української делегації на Паризькій мирній конференції 1919 р. (Деякі неформальні результати формальної поразки української дипломатії) // Україна дипломатична. Науковий щорічник. Вип. 4. К., 2004. — С. 178—196.
- Інститут української археографії та джерелознавства імені М. С. Грушевського Національної академії наук України // Студії з архівної справи та документознавства. Том 13. — Київ, 2005. — С. 163—165.
- Співробітництво між Інститутом української археографії та джерелознавства ім. М. С. Грушевського НАН України та Канадським інститутом українських студій // Пам'ятки. Археографічний щорічник / Український науково-дослідний інститут архівної справи та документознавства — Т. 7, 2007. — С. 437—442.
- Завдання археографії та джерелознавства в програмі соціогуманітарних досліджень вітчизняної академічної науки // Наукові записки. Збірник праць молодих вчених і аспірантів. — К, 2008. — Т. 16. — С. 5-16.
- Наукова та видавнича діяльність Інституту української археографії та джерелознавства ім. М. С. Грушевського НАН України в рік Ювілею Національної академії наук України // Історичний архів. Наукові студії: Збірник наукових праць. — Миколаїв: Вид-во МДГУ ім. Петра Могили, 2008.- Вип. 1. — С. 148—172.
- Архівна україніка в Туреччині // Українська архівна енциклопедія. — К., 2008. — С. 131.
- Схема історії України, запропонована вченими діаспори, та її вплив на розвиток сучасної археографії // Наукові Записки. Збірник праць молодих вчених та аспірантів. Т. 21. — К., 2010. — С. 554—562.
- Особливості формування джерельної бази гуманітарних досліджень в Україні: виклики часу і відповіді вітчизняної науки // Інститут української археографії та джерелознавства ім. М. С. Грушевського НАН України (1991—2011). — К.: Український письменник, 2011. — С. 11-20.
- Археографічна публікація пам'яток писемної історико-культурної спадщини України на сторінках «Записок Наукового товариства імені Шевченка» (1990-ті — початок 2000-х рр.) // Чорноморський літопис: науковий журнал. — Миколаїв: Вид-во ЧДУ імені Петра Могили, 2013. — Вип. 8. — С. 53-59.
- Візія Павла Соханя щодо розвитку української археографії // Славістична збірка. Вип. І: Збірка статей за матеріалами Перших Міжнародних наукових Соханівських читань (м. Київ, 18 листопада 2014 р.). — К., 2015. — С. 13-21.
- Археографічна публікація писемних пам'яток у видавничій діяльності Інституту історії України НАН України (1991—2013 рр.) // Наукові праці Кам'янець-Подільського Національного університету імені Івана Огієнка: Історичні науки. — Кам'янець-Подільський: ТОВ «Друкарня Рута», 2015. — Том 25: На пошану професора І. С. Винокура. — С. 136—146.
- Українська академічна археографія 80-х рр. ХХ ст.: від колоніальної до постколоніальної практики // Славістична збірка. Вип. 2: Збірка статей за матеріалами Других Міжнародних наукових Соханівських читань (м. Київ, 18 листопада 2015 р.). — К., 2016. — С. 29-42.
- Археографічна діяльність центральних державних архівних установ України у 1991—2011 роках // Архіви України, № 5-6, 2017. Науково-практичний журнал. — С. 32-55.
- Розвиток теорії і методики української радянської археографії в 1960-ті роки в загальносоюзному контексті // Сіверянський літопис. Всеукраїнський науковий журнал. — Січень-квітень 2018, № 1-2 (139—140). — С. 312—321.
- До питання щодо формування теоретичних засад археографії в УРСР у повоєнний період // Український історичний журнал. — Київ, 2018. — Вип. 1. — C. 159—173.
- «Перспективний видавничий план» як джерело вивчення розвитку теоретико-методологічної думки української археографії 1980-х років // Архіви України, № 2-3 (313—314), 2018. Науково-практичний журнал. — С. 20-29.
- З історії української археографії: трансформаційні процеси у теорії і методиці археографії в УРСР у 1945-му — 1990-му роках // Наукові праці Кам'янець-Подільського Національного університету імені Івана Огієнка: Історичні науки. — Кам'янець-Подільський: ТОВ «Друкарня Рута», 2018. — Т. 28: До 100-річчя від заснування Кам'янець-Подільського національного університету імені Івана Огієнка. — С. 337—346.
- Теорія і методика польової та камеральної археографії в Україні 1940-х — 1980-х років // Література та культура Полісся. Збірник наукових праць. Серія «Історичні науки». Вип. 90. № 9. — Ніжин, 2018. — С. 95-106.
- Внесок М. П. Ковальського в розвиток теорії і практики польової археографії та архівної евристики у 1970-х роках // Наукові праці історичного факультету Запорізького національного університету. — Запоріжжя: ЗНУ, 2018. — Вип. 50. — С. 347—354.
- До історії української археографії: деформації джерела, «спротив матеріалу» і трансформаційні процеси (1940-ві — 1980-ті роки) // Рукописна та книжкова спадщина України. Вип. 22. — 2018. — С. 35-47.
- Археографічна передмова як відображення розвитку теоретико-методологічної думки української археографії 1940-х — 1950-х років // Архіви України. Науково-практичний журнал, № 4 (315), 2018. — С. 35-48.
- Розвиток теорії і методики археографії в 1940-х — 1950-х роках в УРСР // Славістична збірка. Вип. IV: До 100 річчя Української Революції (1917—1923 рр.). — К., 2018. — С. 49-68.
- Історіософія та археографія Омеляна Пріцака // Східний Світ 2019, (4):72-80.
- Археографія як доповнена реальність // Речі і образи: матеріали конференції «Спеціальні історичні дисципліни в контексті „речового“ та „візуального“ поворотів європейської гуманітаристики». — К.: Інститут історії України, 2020. — С. 174—181.
- Особливості теорії та методики літописної археографії в УРСР (1970-ті роки) // Рукописна та книжкова спадщина України. — 2020. — Вип. 25. — С. 211—219.
- Англомовна Ucrainica: матеріали до бібліографії // Славістична збірка. Вип. V. — К., 2020. — С. 17-20.

Рецензії на праці
- Папакін Г. В. Нове дослідження з теорії та історії української археографії. [Рец.:] Маврін О. Неочікувані здобуткивтраченогочасу: теоріяіметодика археографії в УРСР (40-ві — 80-ті роки ХХ ст.): [Монографія] — К., 2018. — 352 с. // Архіви України. — 2018. — Вип. 4 (315). — С. 212—216.
- Гордієнко Д. І на камінні ростуть дерева: [Рец.:] Маврін О. О. Неочікувані здобутки втраченого часу: теорія і методика археографії в УРСР (40 ві — 80 ті роки ХХ ст.): [Монографія] / НАН України, Археографічна комісія, Інститут української археографії та джерелознавства ім. М. С. Грушевського. — К., 2018. — 352 с. // Сіверянський літопис. — 2020. — № 3. — С. 207—211.
- Киридон А. [Рец.:] Маврін О. Неочікувані здобутки втраченого часу: теорія і метод ика археографії в УРСР (40-ві — 80-ті роки ХХ ст.). — K.: Археографічна комісія, Інститут української археографії та джерелознавства ім. М. С. Грушевського НАН України, 2018. — 352 с. // Український історичний журнал. — 2018. — № 6. — С. 221—228.